# Ідентифікація (судово-медична)
Ідентифікація (судово-медична) — процеси встановлення знаряддя травми або встановлення особи загиблого. Процедури проходить у відповідності зі строгими науковими нормами та за допомогою криміналістичних методів ідентифікації.

## Встановлення особи загиблого
Якщо на момент виявлення тіло знаходиться на ранній стадії розкладання, або на ньому відсутні пошкодження, то впізнати особу людини можуть свідки, які особисто знали цю людину за життя.
Потрібні додаткові судово-медичні та наукові докази, що підкріплюють або відкидають ідентифікацію особистості жертви. Встановити особу жертви стає все складніше після тривалішого періоду часу.
Особливу експертну цінність має стоматологічна документація, зокрема стоматологічна карта хворого (порівняльний аналіз стану зубощелепового апарату на знайденому черепі зазвичай достатньо для формулювання категоричних висновків). Важливі відомості можна здобути також з медичних документів стосовно раніше перенесених переломів кісток, аномалій розвитку кісткової системи тощо.